# Zibda
Zibda, en arabe : زبده, est un village du gouvernorat de Jénine en Palestine, dans le nord de la Cisjordanie. Selon le recensement du Bureau central palestinien des statistiques, la localité compte une population de 1 251 habitants en 2017.